# Ђерђ Нађ
Ђерђ Нађ (мађ. Nagy György; Будимпешта, 30. јул 1942 — Будимпешта, 27. фебруар 1992) је био фудбалер, нападач, члан Олимпијске репрезентације Мађарске и играо је на позицији десног крила.

## Каријера

### Клуб
Био је играч Тереквеш Бп. до 1961. године. Дебитовао је 1961. у тиму Хонведа, где је са тимом био други у јесењим првенствима 1963. и 1964. године. Године 1964. био је члан победничког тима који је освојио мађарски куп и који је стигао до четвртфинала Европског купа победника купова у сезони 1965/66.

### Репрезентација
Између 1963. и 1964. године појавио се у олимпијском тиму 9 пута и постигао је два гола, оба гола, за ФИФА, у незваничним утакмицама. Био је репрезентативац који је учествовао на Олимпијским играма у Токију 1964. године, али није играо ни на једној утакмици, па тиме није званично добио златну медаљу.

## Достигнућа
- Прва лига Мађарске у фудбалу
  - другопласирани: 1963, 1964
- Куп Мађарске у фудбалу (MNK)
  - победник: 1964
- Куп победника купова (КПК)
  - четвртфинале: 1965/66.